# Stiftelsen för kriminalvårdens främjande
Stiftelsen för kriminalvårdens främjande (finska: Kriminaalihuollon tukisäätiö)  är en finländsk stiftelse. 
Stiftelsen, om har sitt säte i Helsingfors, grundades 2001. Den räknar sitt ursprung från 1870, då Fängelseföreningen i Finland, en biståndsorganisation för frigivna fångar, grundades. Föreningen döptes 1966 om till Kriminalvård rf. och hette tidsperioden 1975–2001 Kriminalvårdsföreningen. År 2001 skedde en omorganisering som ledde till att kriminalvårdsväsendet inrättades. Kriminalvårdsföreningens personal och tillgångar övergick i statens ägo, men eftersom ett behov av frivilligt kriminalvårdsarbete och kriminalpolitisk lobbning kvarstod bildades stiftelsen som en efterträdare till Kriminalvårdsföreningen. Som grundkapital fick stiftelsen fastigheter i Helsingfors och Tammerfors. När Kriminalvårdsföreningens verksamhet förstatligades stannade också resurscentret vid Tammerfors regionkontor utanför, och Silta-Valmennusyhdistys grundades för att fortsätta dess verksamhet.
Stiftelsens syfte är att stödja kriminalvårdsarbete och utvecklingen av detta (bland annat genom att bevilja verksamhetsbidrag) samt att främja verksamhet som minskar återfallskriminalitet. Vid sidan av sin mångsidiga utvecklingsverksamhet tillhandahåller stiftelsen också stödbostäder för frigivna fångar. Stiftelsens verksamhet leds av en delegation med tio medlemmar, som väljs av stiftelsens bakgrundsorganisationer (bland annat A-klinikstiftelsen, Blåbandsrörelsen, Finlands kommunförbund och justitieministeriet). Stiftelsens grundare, den tidigare Kriminalvårdsföreningen, representeras av kriminalvårdsväsendet.